# ݙ
ݙ هو حرف إضافي للكتابة العربية، ويستخدم في اللغات غير العربية التي تستخدم الكتابة العربية، ويستخدم في اللغة السيراكية للتعبير عن صوت انفجارٍ رجعيٍ منطوق.

## الكتابة
| الموقع من الكلمة: | معزول | بدائي | وسطي | نهائي |
| ----------------- | ----- | ----- | ---- | ----- |
| شكل الحرف:        | ݙ     | ݙ     | ـݙ   | ـݙ    |